# Gülden (Sängerin)
Gülden Ayşe Arslan (* 2. Januar 1983 in Tekirdağ) auch bekannt unter dem Künstlernamen Gülden oder Gülden Mutlu, ist eine türkische Popmusikerin und Songwriterin.

## Karriere
Gülden studierte an der Ege Üniversitesi. Ihre musikalische Karriere begann im Jahr 2012, nachdem sie als Backgroundsängerin in dem Song Soğuk Odalar von Emre Aydın zu hören war. Im selben Jahr erfolgte die Veröffentlichung des Songs Unutamam Dedin, mit welchem Gülden den Durchbruch schaffte.
Ihr erstes und bislang einziges Album wurde Ende 2014 veröffentlicht. Eine Extended Play folgte sechs Jahre später. Sie arbeitete unter anderem mit anderen türkischen Künstlern wie Bahadır Tatlıöz, Mustafa Ceceli, Ozan Doğulu oder Ümit Besen zusammen. Daneben schrieb sie Songs für Sängerinnen wie Ajda Pekkan, Ebru Yaşar, Ece Seçkin oder Tuğba Yurt.
Des Weiteren machte sie mit Singles wie Bye Bye, Mendil, Yatsın Yanıma, Uzun Lafın Kısası oder Ben de Özledim auf sich aufmerksam.

## Diskografie

### Alben
- 2014: Sen Yokken Olanlar

### EPs
- 2020: Müdavim (Akustik)
- 2023: Arşiv 1
- 2024: Arşiv 2

### Singles
| - 2012: Soğuk Odalar (mit Emre Aydın) - 2012: Unutamam Dedin - 2014: Yatsın Yanıma - 2015: Gel de Yak - 2016: Uzun Lafın Kısası (mit Ozan Doğulu & Bahadır Tatlıöz) - 2016: Bye Bye - 2017: Açık Yara - 2017: Ne Biliyorsun Hakkimda (mit Aşkım Kapışmak) - 2018: Ben Seni Böyle Mi Sevdim - 2018: Çiçek Gibi - 2019: Kandırmışlar Aşk Diye - 2019: Mendil - 2019: Yakarım İstanbul'u - 2019: Değiştim (mit Ümit Besen) - 2020: Ben de Özledim (mit Mustafa Ceceli, Aydın Kurtoğlu & Bahadır Tatlıöz) - 2020: Unutur Muyum? | - 2021: Yıkıp Gittin - 2021: Kıymetimi Bilen Mi Var? - 2021: Hiç Sevmedin Diyelim - 2021: Yandan Yandan - 2022: İçimize mi Atalım - 2022: Güzelleşelim - 2022: Bu Saatten Sonra - 2022: Ne Söyledi Tanrı Sana - 2023: Öldürdü Ama Gömmüyor - 2024: Yok - 2024: Aşk Bir Yangın (mit Bahadır Tatlıöz) - 2024: Cam Kenarı - 2024: Ceviz Ağacı - 2024: Soğuk Odalar (mit Bayhan) - 2025: Aptal Mıyım? - 2025: Bi' Damla (mit Tan Taşçı) - 2025: Sen Anlamazsın |

Quelle:

### Songwriting
- 2016: Olsun (von Ece Seçkin)
- 2017: Nasıl Uyuyorsun (von Ebru Yaşar)
- 2019: Vurkaç (von Tuğba Yurt)
- 2021: Ölsem Unutmam (von Ajda Pekkan)

## Auszeichnungen
- 2013: Kral Türkiye Müzik Award in der Kategorie Bestes Duett (für Soğuk Odalar)